# Андреевский, Валериан Александрович
 Валериан Александрович Андреевский (ок. 1830 — 1888) — генерал-майор, командир Ладожского 16-го пехотного полка.

## Биография
Родился около 1830 года. Образование получил в Дворянском полку, по окончании которого 13 июня 1848 года был произведён в первый офицерский чин и зачислен в лейб-гвардии Московский полк, в котором служил вплоть до 1870 года.
В 1863 году принимал участие в подавлении восстания в Польше, за что был награждён орденом св. Владимира 4-й степени с мечами и бантом.
30 августа 1865 года произведён в полковники.
С 1871 по 1878 год командовал 16-м пехотным Ладожским полком.
Был произведён 8 апреля 1880 года в генерал-майоры с зачислением по армейской пехоте и назначением состоять по запасным войскам. В 1883 году зачислен в запас.
Скончался 11 (23) мая 1888 года.

## Награды
Среди прочих наград Андреевский имел ордена:
- Орден Святого Владимира с мечами и бантом (1863 год)
- Орден Святого Станислава 2-й степени (1865 год, императорская корона к этому ордену пожалована в 1868 году)
- Орден Святой Анны 2-й степени (1870 год, императорская корона к этому ордену пожалована в 1872 году)
- Орден Святого Владимира 3-й степени (1874 год)

## Семья
Жена: Варвара Павловна Андреевская (1848 ― после 1915), урождённая Орлова. Их дети:
- Валериан (15.07.1875 — не ранее 1931) — полковник, командир 35-го мортирного артиллерийского дивизиона, герой Первой мировой войны.
- Александр
- Надежда